# Michal Filo
Michal Filo (Dubnica nad Váhom, 28 febbraio 1984) è un calciatore slovacco, attaccante del Družstevník Vrakúň.

## Carriera

### Nazionale
Con la Nazionale slovacca ha giocato una sola partita nel 2006.